# Comisario europeo de Agricultura
El comisario de Agricultura es el miembro de la Comisión Europea encargado de la cartera homónima. Gestiona y ejecuta la Política Agraria Común (PAC) de la Unión Europea (UE), que representa el 44 % del presupuesto de la UE. 
El actual comisario responsable de esta cartera es el polaco conservador y reformista Janusz Wojciechowski.
Esta cartera tiene a su cargo diferentes servicios  organismos y agencias, destacando la principal, la Dirección General de Agricultura y Desarrollo Rural (DG AGRI).

## Orígenes
Esta cartera fue creada en la formación de la Comisión Hallstein Y en 1958 con el nombre de comisario europeo de Agricultura, estando presente siempre en todas las comisiones. En la formación de la Comisión Jenkins en 1977 se incluyó en esta cartera las competencias en Asuntos Pesqueros, unas competencias que a lo largo de los años ha formado parte de esta área de forma discontinua. 

## Lista histórica de comisarios
| Comisión                                     | Inicio                   | Finalización             | Nombre                   | País                     | Partido                  |
| Comisario de Agricultura                     | Comisario de Agricultura | Comisario de Agricultura | Comisario de Agricultura | Comisario de Agricultura | Comisario de Agricultura |
| Hallstein I                                  |                          |                          |                          |                          |                          |
| -------------------------------------------- | ------------------------ | ------------------------ | ------------------------ | ------------------------ | ------------------------ |
| Hallstein I                                  | 7 de enero de 1958       | 9 de enero de 1962       | Sicco L. Mansholt        | Países Bajos             | PvdA                     |
| Hallstein II                                 |                          |                          |                          |                          |                          |
| 10 de enero de 1962                          | 30 de junio de 1967      | Sicco L. Mansholt        | Países Bajos             | PvdA                     |                          |
| Rey                                          |                          |                          |                          |                          |                          |
| 2 de julio de 1967                           | 30 de junio de 1970      | Sicco L. Mansholt        | Países Bajos             | PvdA                     |                          |
| Malfatti                                     |                          |                          |                          |                          |                          |
| 1 de julio de 1970                           | 21 de marzo de 1972      | Sicco L. Mansholt        | Países Bajos             | PvdA                     |                          |
| Mansholt                                     |                          |                          |                          |                          |                          |
| 22 de marzo de 1972                          | 5 de enero de 1973       | Carlo Scarascia-Mugnozza | Italia                   | ind.                     |                          |
| Ortoli                                       |                          |                          |                          |                          |                          |
| 6 de enero de 1973                           | 5 de enero de 1977       | Pierre Lardinois         | Países Bajos             | KVP                      |                          |
| Comisario de Agricultura y Asuntos Pesqueros |                          |                          |                          |                          |                          |
| Jenkins                                      |                          |                          |                          |                          |                          |
| 6 de enero de 1977                           | 5 de enero de 1981       | Finn Olav Gundelach      | Dinamarca                | ind.                     |                          |
| Thorn                                        |                          |                          |                          |                          |                          |
| 6 de enero de 1981                           | 13 de enero de 1981      | Finn Olav Gundelach      | Dinamarca                | ind.                     |                          |
| enero de 1981                                | 5 de enero de 1985       | Poul Dalsager            | Dinamarca                | ind.                     |                          |
| Delors I                                     |                          |                          |                          |                          |                          |
| 6 de enero de 1985                           | 5 de enero de 1989       | Frans Andriessen         | Países Bajos             | CDA                      |                          |
| Comisario de Agricultura y Desarrollo Rural  |                          |                          |                          |                          |                          |
| Delors II                                    |                          |                          |                          |                          |                          |
| 6 de enero de 1989                           | 5 de enero de 1993       | Ray MacSharry            | Irlanda                  | Fianna Fáil              |                          |
| Delors III                                   |                          |                          |                          |                          |                          |
| 6 de enero de 1993                           | 22 de enero de 1995      | René Steichen            | Luxemburgo               | CSV                      |                          |
| Santer                                       |                          |                          |                          |                          |                          |
| 23 de enero de 1995                          | 15 de marzo de 1999      | Franz Fischler           | Austria                  | ÖVP                      |                          |
| Marín                                        |                          |                          |                          |                          |                          |
| 16 de marzo de 1999                          | 15 de septiembre de 1999 | Franz Fischler           | Austria                  | ÖVP                      |                          |
| Comisario de Agricultura y Asuntos Pesqueros |                          |                          |                          |                          |                          |
| Prodi                                        |                          |                          |                          |                          |                          |
| 16 de septiembre de 1999                     | 21 de noviembre de 2004  | Franz Fischler           | Austria                  | ÖVP                      |                          |
| 1 de mayo de 2004                            | 21 de noviembre de 2004  | Sandra Kalniete          | Letonia                  | ind.                     |                          |
| Comisario de Agricultura y Desarrollo Rural  |                          |                          |                          |                          |                          |
| Barroso I                                    |                          |                          |                          |                          |                          |
| 22 de noviembre de 2004                      | 9 de febrero de 2010     | Mariann Fischer Boel     | Dinamarca                | Venstre                  |                          |
| Barroso II                                   |                          |                          |                          |                          |                          |
| 9 de febrero de 2010                         | 1 de noviembre de 2014   | Dacian Cioloş            | Rumanía                  | ind.                     |                          |
| Juncker                                      | 1 de noviembre de 2014   | diciembre de 2019        | Phil Hogan               | Irlanda                  | Fine Gael                |
| Comisario de Agricultura                     |                          |                          |                          |                          |                          |
| Von der Leyen                                | diciembre de 2019        | actualidad               | Janusz Wojciechowski     | Polonia                  | PiS                      |